# Belváros
Belváros is een deel van de stad Békéscsaba in het Hongaarse comitaat Békés. Békéscsaba belvárosa telt 35.000 inwoners.